# سده ۳ (قمری)
| سده‌ها: | سده ۲ - سده ۳ - سده ۴                   |
| دهه‌ها: | ۲۰۰ ۲۱۰ ۲۲۰ ۲۳۰ ۲۴۰ ۲۵۰ ۲۶۰ ۲۷۰ ۲۸۰ ۲۹۰ |

قرن ۳ قمری یا سده سوم (قمری) در تقویم هجری قمری به فاصله سالهای ۲۰۱ تا ۳۰۰ قمری گفته می‌شود.

## رویدادها
- ۲۳ ربیع‌الاول ۲۰۱: یکشنبه اول آبان ۱۹۵؛ ورود فاطمه معصومه به قم
- ۶ رمضان ۲۰۱ هجری: شنبه ۱۲ فروردین ۱۹۶؛ اعلام ولایتعهدی علی بن موسی الرضا از سوی مأمون عباسی
- ۲ شعبان ۲۰۲ هجری: شنبه ۲۸ بهمن ۱۹۶ هجری؛ قتل فضل بن سهل وزیر ایرانی مأمون عباسی در حمام سرخس
- ۲۹ صفر ۲۰۳ هجری: یکشنبه ۱۸ شهریور ۱۹۷؛ درگذشت علی بن موسی مشهور به الرضا در توس
- ۲۵ جمادی‌الثانی ۲۰۷: چهارشنبه ۳۰ شهریور ۲۰۱؛ مرگ طاهر بن حسین
- ۱۱ ذی‌الحجه ۲۰۷ هجری: دوشنبه ۱۱ اردی‌بهشت ۲۰۲؛ درگذشت واقدی نویسندهٔ کتاب مغازی (جنگهای پیامبر)
- ۱۵ ذی الحجه ۲۱۲ هجری: جمعه ۲۰ اسفند ۲۰۶؛ تولد علی بن محمد مشهور به هادی النقی
- ۲۷ محرم ۲۱۵ هجری: شنبه ۱۰ فروردین ۲۰۹ هجری؛ آغاز لشکرکشی خلیفه مأمون عباسی به روم
- ۱۵ ربیع‌الثانی ۲۱۹ هجری: چهارشنبه ۱۳ اردی‌بهشت ۲۱۳؛ زندانی شدن محمد بن قاسم علوی به دستور خلیفه معتصم عباسی
- ۱۰ محرم ۲۲۶ هجری: سه شنبه ۲۳ آبان ۲۱۹؛ درگذشت بشر حافی
- ۸ رجب ۲۱۸ هجری: چهارشنبه ۱۲ مرداد ۲۱۲؛ درگذشت خلیفه مأمون عباسی و جانشینی برادرش معتصم عباسی
- ۲۸ محرم ۲۲۰ هجری: دوشنبه ۱۶ بهمن ۲۱۳ هجری؛ ورود محمد بن علی مشهور به تقی الجواد به شهر بغداد بنا بر درخواست خلیفه معتصم عباسی
- ۱۵ ذی‌القعده ۲۲۰ هجری: چهارشنبه ۲۳ آبان ۲۱۴ هجری؛ بنیان‌گذاری شهر سامرا توسط خلیفه معتصم عباسی
- ۳۰ ذی‌القعده ۲۲۰ هجری: پنج‌شنبه ۸ آذر ۲۱۴ هجری؛ درگذشت محمد بن علی مشهور به تقی الجواد
- ۵ ذی‌الحجه ۲۲۰ هجری: سه شنبه ۱۳ آذر ۲۱۴ هجری؛ درگذشت محمد بن علی مشهور به تقی الجواد به روایتی
- ۸ ربیع‌الثانی ۲۳۲ هجری: پنج‌شنبه ۱۵ آذر ۲۲۵؛ تولد حسن بن علی مشهور به عسکری
- ۸ صفر ۲۳۳ هجری: جمعه ۵ مهر ۲۲۶؛ دستگیری و شکنجهٔ ابن زیّات به دستور خلیفه متوکل عباسی
- ۲۵ ذی‌القعده ۲۳۵ هجری: سه‌شنبه ۲۴ خرداد ۲۲۹؛ درگذشت حسن بن سهل از وزیران دولت عباسی
- ۱۲ ربیع‌الاول ۲۴۱: چهارشنبه ۱۳ مرداد ۲۳۴؛ درگذشت احمد بن حنبل پیشوای مذهب حنبلی
- ۴ ربیع‌الثانی ۲۴۸ هجری: یکشنبه ۲۱ خرداد ۲۴۱؛ درگذشت خلیفه منتصر عباسی؛ خلافت مستعین عباسی
- اول صفر ۲۴۹ هجری: جمعه دهم فروردین ۲۴۲؛ شورش گروهی از مردم بغداد علیه دولت عباسی
- ۱۵ ربیع‌الثانی ۲۴۹ هجری: دوشنبه ۲۱ خرداد ۲۴۲؛ قتل اوتامش سردار ترک عباسیان
- ۲۹ جمادی‌الثانی ۲۵۱ هجری: شنبه ۱۱ مرداد ۲۴۴؛ قیام حسین بن محمد علوی علیه مستعین عباسی
- سوم محرم ۲۵۲ هجری: پنج‌شنبه ۹ بهمن ۲۴۴؛ برکناری خلیفه مستعین عباسی از خلافت
- سوم رجب ۲۵۴ هجری: دوشنبه ۱۲ تیر ۲۴۷؛ درگذشت علی بن محمد مشهور به هادی النقی (به روایتی، دوشنبه ۲ تیرماه، ۲۵ جمادی‌الثانی)
- ۱۵ شعبان ۲۵۵ هجری: جمعه ۱۲ مرداد ۲۴۸؛ تولد مخفیانهٔ حجت بن الحسن در شهر سامرا
- ۲۳ ذی‌القعده ۲۵۶ هجری: یکشنبه ۴ آبان ۲۴۹؛ درگذشت زبیر بن بکار قرشی
- اول ربیع‌الاول ۲۵۸ هجری: چهارشنبه ۳۰ دی ۲۵۰؛ مأموریت موفق عباسی برای نبرد با شورشیان سیاه به رهبری صاحب‌الزنج
- ۱۵ جمادی‌الاول ۲۵۸ هجری: شنبه ۱۴ فروردین ۲۵۱؛ کشته شدن مفلح در نبرد با زنگیان
- ۲۷ جمادی‌الثانی ۲۵۹: پنج شنبه ۱۵ اردیبهشت ۲۵۲؛ درگذشت ابوعبدالله محمد بن خالد طیالسی
- ۸ ربیع‌الاول ۲۶۰ هجری: جمعه ۱۶ دی ۲۵۲؛ درگذشت حسن بن علی مشهور به عسکری؛ آغاز غیبت صغری
- ۵ جمادی‌الاول ۲۶۳: پنجشنبه ۹ بهمن ۲۵۵؛ درگذشت ابوعلی صیرفی کوفی
- ۲۸ صفر ۲۶۴ هجری: جمعه ۲۲ آبان ۲۵۶؛ درگذشت موسی بن بغا
- اول صفر ۲۷۰ هجری: شنبه ۲۳ مرداد ۲۶۲؛ قتل صاحب‌الزنج و شکست قیام زنگیان علیه دولت عباسی
- ۱۰ ذی‌القعده ۲۷۰ هجری: یکشنبه ۲۵ اردیبهشت ۲۶۳؛ درگذشت احمد بن طولون در مصر
- ۲۲ صفر ۲۷۸ هجری: یکشنبه ۳۰ اردیبهشت ۲۷۰؛ درگذشت خلیفه موفق عباسی
- ۲۳ ربیع‌الثانی ۲۸۹ هجری: سه‌شنبه ۲۲ فروردین ۲۸۱؛ درگذشت خلیفه معتضد عباسی، خلافت مکتفی عباسی
- ۱۷ ذی‌القعده ۲۹۵ هجری: پنج‌شنبه اول شهریور ۲۸۷؛ درگذشت درگذشت خلیفه مکتفی عباسی
- دوم ربیع‌الثانی ۲۹۶ هجری: پنج‌شنبه ۱۳ دی ۲۸۷ هجری شمسی؛ قتل عبدالله بن معتز در زندان خلیفه مقتدر عباسی
- ۲۸ ربیع‌الثانی ۲۹۶ هجری: سه‌شنبه ۹ بهمن ۲۸۷ هجری شمسی؛ درگذشت موسی مبرقع در قم[۱]

## چهره‌های برجسته
```
 
ابواسحاق جویباری

 
ابوحفص سغدی

 
ابوزراعه معمری

 
ابوسلیک گرگانی

 
ابوشعیب هروی

 
بسام کرد

 
حنظله بادغیسی

 
فرالاوی

 
فیروز مشرقی

 
محمد پسر وصیف سجزی

 
محمود وراق هروی

 
ابوبکر محمد بن زکریا رازی
```